# Lieskovec (district de Humenné)
Pour les articles homonymes, voir Lieskovec.
Lieskovec est un village de Slovaquie situé dans la région de Prešov.

## Histoire
Première mention écrite du village en 1430.

## Démographie

### Évolution de la population
| Année:               | 1994. | 2004.   | 2014.   | 2024.   |
| -------------------- | ----- | ------- | ------- | ------- |
| Nombre de personnes: | 474   | 458     | 443     | 414     |
| Différence:          |       | -3,37 % | -3,27 % | -6,54 % |

| Année:               | 2023. | 2024.   |
| -------------------- | ----- | ------- |
| Nombre de personnes: | 417   | 414     |
| Différence:          |       | -0,71 % |